# Swona
Swona est une petite île du Royaume-Uni située dans l'archipel des Orcades en Écosse. L'île a témoigné d'une présence humaine au Néolithique, puis de manière quasi continue aux XIXe et XXe siècles par des familles qui vivaient de la pêche et de l'élevage. Sa situation dans le Pentland Firth, un détroit difficilement navigable, a entraîné l'échouement et le naufrage de bateaux à sa proximité, aux XXe et XXIe siècles.
Au départ des deux derniers habitants, en 1974, un troupeau de bovins a évolué en liberté sur l'île, au moins jusqu'en 2021, sur une terre sans abri. Le retour à l'état sauvage de ce bétail a intéressé des chercheurs.

## Géographie

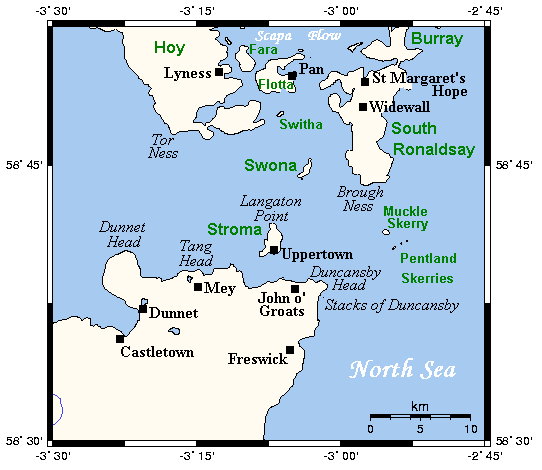
Swona, sur une carte du détroit de Pentland Firth.

Swona mesure environ 2 km de long sur 800 mètres de large, pour une altitude culminant à 41 mètres sur la colline de Warbister Hill et possède une superficie de 0,92 km2. Située à 4 kilomètres de l'ouest de South Ronaldsay, dans l'approche de Scapa Flow, et à 10 kilomètres au nord de l'Écosse continentale, l'île est constituée de vieux grès rouges se présentant en falaise sur la côte est,. Sur l'île, une crique naturelle surnommée « The Haven » a servi de point d'accès et d'abordage pour les canots.
Swona est la plus au nord de deux îles situées dans le Pentland Firth, détroit séparant l'archipel des Orcades des Highlands en Écosse. Ce bras de mer est parcouru par de forts courants de marée rendant la navigation délicate. Au XVIIIe siècle, le naturaliste britannique Thomas Pennant écrit dans son ouvrage Le Nord du Globe que « l'île est fameuse pour ses redoutables courants, et particulièrement pour les tournants d'eau, appelées les well ou puits de Swona ». Selon une légende locale relatée par Jennifer Westwood et Sophia Kingshill dans leur livre The Lore of Scotland: A guide to Scottish Legends, ces puits auraient été causés par une sorcière.
L'île dépend administrativement des Orcades, alors que Stroma, sa voisine du sud est rattachée à la région des Highlands.

## Toponymie
Le nom de l'île provient du vieux norrois « Sweyn », qui désignait le viking Sweyn Asleifsson (en), un personnage qui apparaît dans la saga des Orcadiens, un récit historique du XIIIe siècle sur les Orcades.

## Histoire

### Une présence humaine du Néolithique jusqu'en 1974

#### Du Néolithique jusqu'auXXesiècle
Swona possède des vestiges de cairn dolménique qui attestent d'une présence humaine à la période néolithique,. L'île a été habitée par des Vikings. Dans le nord de l'île, une chapelle avait été érigée au XIVe siècle. Au milieu du XVIIIe siècle, Swona comptait neuf familles. Un recensement effectué en 1821 recensait 29 habitants répartis dans 7 ménages. Dans les années 1880, la population était estimée à 47 personnes. L'île possédait sa propre école jusqu'en 1920, ainsi qu'une église et une cabine téléphonique,.
Un premier phare en fer forgé y a été construit en 1906 par l'ingénieur David Alan Stevenson (avant d'être remplacé par un phare en béton en 1983),. La Northern Lighthouse Board, responsable des phares en Écosse, avait fait bâtir en 1903 un promontoire au sud de l'île afin d'y accéder plus facilement par bateau. L'île a été proposée à la vente en 1936 et a alors attisé la curiosité d'un prince indien, Raj Kumar Prafulla Kunar Banjude.

#### La famille Rosie
En 1927, il ne restait plus qu'une seule famille, les Rosie : le pêcheur et éleveur James Rosie (1869-1951) et ses enfants James, Arthur, Edith, Violet et Eva,,. En 1936, ils disposaient d'électricité grâce à un moulin à vent qui alimentait une dynamo. Pour se nourrir, ils élevaient 300 poules dans un poulailler — dont ils tiraient un revenu de la vente de leurs œufs — et cultivaient des céréales et des légumes, de l'avoine, de l'escourgeon, des navets et des pommes de terre. James Rosie se rendait parfois dans le village côtier de John o' Groats pour y vendre les homards qu'il avait pêchés. Au cours de sa vie sur Swona, ce pêcheur a construit 23 bateaux en bois en bordages à clin— un moyen de transport nécessaire pour améliorer leur quotidien. En raison de l'absence de tourbe sur cette terre et donc de combustible, il devait se rendre une fois par an sur l'île de Stroma pour ramener près de 3 tonnes de charbon.

#### Une île désertée en 1974
La population de l'île s'est considérablement réduite au cours du XXe siècle. En 1957, n'y vivaient plus que les frères Arthur et James, ainsi que leur sœur Violet, surnommée « la femme silencieuse de Swona » par le journaliste Comer Clarke qui écrivit un reportage sur le lieu. Dans son autobiographie Goldfinger, le chasseur de trésors britannique Keith Jessop (en) raconte être rentré en contact en 1969 avec les derniers habitants de Swona, notamment James Rosie. Entrant dans le cottage de la famille, il a eu l'impression de « remonter dans le temps » tant l'intérieur de l'habitation était rudimentaire. La mort de leur frère Arthur en 1974 entraîne la décision de James et de Violet de quitter Swona en mars de la même année. Ils partent précipitamment en y abandonnant leur maison, des objets, des outils et leur bétail. Ils n'y reviendront jamais,.

#### Swona au XXIesiècle
En 2009, un visiteur de l'île relatait que le cottage des Rosie était tel qu'il avait été abandonné en 1974, avec la table de la cuisine dressée pour servir un repas. L'association Swona Heritage a été montée afin de préserver et de restaurer les objets et bâtiments restants. Elle commence en 2012 par nettoyer cette demeure. Toujours dans un but de sauvegarde, l'association Orkney Historic Boat Society a ramené sur terre en 2019 un bateau pour le restaurer. Il s'agit du Falcon, bateau en bois en bordages à clin construit en 1927, qui se détériorait sur la côte et qui a été cédé à l'association par ses propriétaires Cyril et Martin Annal, descendants de James Rosie. D'autres objets trouvés sur Swona sont exposés au Stromness Museum (en), comme un seau en bois du navire appartenant au Pennsylvania, qui fit naufrage sur l'île en 1931, et une bouée de sauvetage provenant du Gunnaren, qui a coulé en 1935.
Appuyés par la Royal Commission on the Ancient and Historical Monuments of Scotland, l'archéologue Keir Strickland et la photographe Carolyn Lefley visitent Swona en août 2014,. Six années plus tard, la journaliste Cal Flyn (en) se rend à Swona et y un consacre un chapitre (« The Trip to Rose Cottage ») dans son livre, Islands of Abandonment, sur les endroits désertés par les humains. Dans un souci de conservation, l'employée du Stromness Museum (en) Katy Firth réalise en images un « tour virtuel » de l'île, dévoilé à l'occasion de l'édition 2021 de l'Orkney International Science Festival.

### Des naufrages et des échouements
En raison des conditions de navigation difficiles dans le détroit de Pentland Firth, plusieurs navires se sont échoués ou ont fait naufrage sur l'île.
Dans son livre Records of a Family of Engineers, paru en 1912, l'écrivain écossais Robert Louis Stevenson évoque ainsi un témoignage de son grand-père (transmis par son père Thomas), passager d'un bateau qui avait failli chavirer au large de Swona : le cotre Regent, appartenant au Northern Lighthouse Board. Les habitants de l'île ont été réveillés par un coup de feu tiré du Regent qui risquait de faire naufrage à proximité de l'île. Selon l'écrivain, les insulaires seraient restés à regarder le bateau dans l'attente de son naufrage pour profiter de la cargaison ramenée sur la plage par les vagues,.

#### AuXXesiècle
Les années 1930 ont été marquées par une succession de naufrages. En direction du Danemark, le cargo danois Pennsylvania, qui assurait la liaison entre New York et Copenhague, s'y échoue le 27 juillet 1931. Sa cargaison de corn-flakes ramenée sur l'île est subtilisée aux douaniers — qui voulaient leur destruction — par les habitants, en les transférant dans des bouteilles, avant de brûler leurs paquets. Connaissent le même sort les bateaux suédois Gunnaren en août 1935 et finnois Johanna Thordén le 12 janvier 1937,. L'épave de cette dernière est localisée en 1969 par le chasseur de trésors et plongeur britannique Keith Jessop, qui souhaite récupérer sa cargaison de cuivre pour son bénéfice. Avant que Keith Jessop gagne Swona, un habitant sur la côte écossaise le met en garde en expliquant que « Jimmy Rosie possède l'île et il pense aussi qu'il possède toutes les épaves autour ». Ce qui n'a pas empêché le plongeur d'extraire du Johanna Thordén une partie du butin.

#### Au XXIesiècle
Le 1er février 2007, le cargo Sunna, avec une cargaison de ferrosilicium, s'y échoue momentanément sans causer de pollution. Des années plus tard, le 2 janvier 2015, le cargo Cemfjord coule rapidement entre les îles de Stroma et de Swona, si bien qu'un rapport du gouvernement britannique écrit que l'équipage n'a pas eu le temps ni d'envoyer un signal de détresse, ni de quitter avec sécurité le navire,. Une équipe de garde-côtes est alors envoyée sur Swona afin de venir en aide aux survivants. Mais l'équipage de huit personnes ne sera jamais retrouvé. Ce naufrage contribue à la décision en 2022 de Wick, ville portuaire écossaise, de faire ériger et dédier un mémorial aux marins décédés en mer.
Le ferry MV Alfred de la compagnie Pentland Ferries échoue sur l'île le 5 juillet 2022 avec 84 passagers and 13 membres d'équipage à bord. L'accident fait quelques blessés légers, cause des dégâts à des voitures sur le pont-garage et endommage la bulbe d'étrave du bateau,. Les passagers sont évacués par deux canots de secours et le bateau renfloué pour atteindre le village de St Margaret's Hope,.

## Faune

### Depuis 1974, un bétail retourné à l'état sauvage
Lorsque les derniers habitants, James et Violet Rosie, quittent l'île en 1974, ils abandonnent derrière eux leur troupeau de bovins : 8 vaches et 1 taureau de races Aberdeen Angus et Shothorn,. La tentative de les ramener sur le continent en 1975 s'est soldée par un échec. Depuis 1977, aucun fourrage ne leur a été apporté l'hiver. Le troupeau ne reçoit aucune alimentation complémentaire en dehors de l'herbe et des algues, des laminaires et du varech dentelé.
Dès 1987, alors que le nombre de bovins était de 33, leur intérêt en termes d'histoire de l'agriculture, d'élevage sélectif des animaux et de zoologie comparative est souligné par l'Organisation des Nations unies pour l'alimentation et l'agriculture. En 2012, le troupeau se compose alors de 17 animaux, dont trois taureaux et deux veaux. Fin 2021, leur nombre augmente à 27. Un vétérinaire vérifie chaque année l'état du troupeau.
Après avoir été séparés du continent pendant des décennies, les animaux sont revenus à un comportement sauvage, se rapprochant de celui de cervidés ou de chevaux sauvages. Le zoologiste Stephen Hall estime en 1999 que c'est le seul bétail connu à être retourné à l'état sauvage depuis la révolution agricole. La même année le Rare Breeds Survival Trust refuse toutefois de considérer le troupeau comme une espère rare d'élevage à protéger. Lors de sa visite en 2020, la journaliste Cal Flyn remarque qu'ils ont moins une posture agressive que défensive lorsqu'on s'approche d'eux.

### Oiseaux et mammifères marins, les autres espèces animales
Depuis 2022, l'île bénéficie du statut de zone de protection spéciale en faveur des oiseaux sauvages grâce au dossier présenté par l'agence NatureScot,. Parmi les oiseaux, Swona abrite des fulmars, des oies cendrées, des échassiers, des sternes arctiques et des grands labbes,,. C'est est aussi le refuge de phoques, notamment de phoques gris,. Au large de du rivage, la présence d'orques était remarquée en 2022.

## Flore
Swona a été classée site d'intérêt scientifique particulier en raison de sa flore rare. Les plantes qui y poussent sont des orchidées, des lychnis fleur de coucou, des séneçons communs, des vesces, des succises des prés, des linaigrettes à feuilles étroites et des chrysanthèmes des moissons.
Il n'existait aucun arbre sur l'île en 2022.

## Galerie

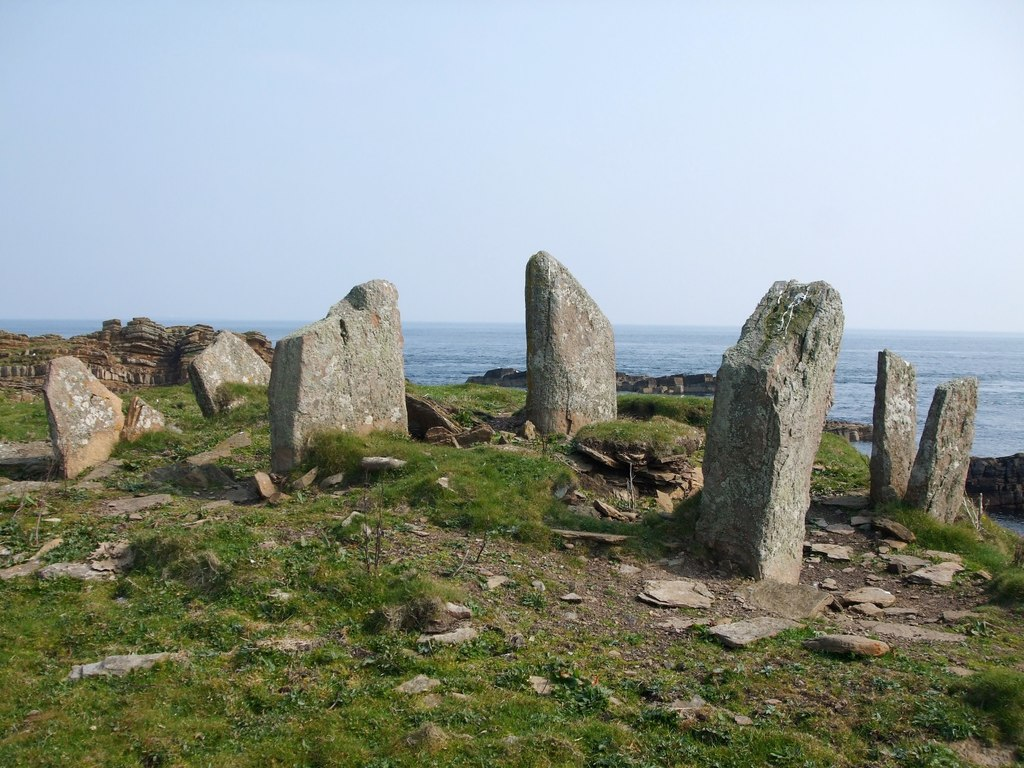
Les cairns dolméniques, en 2012.

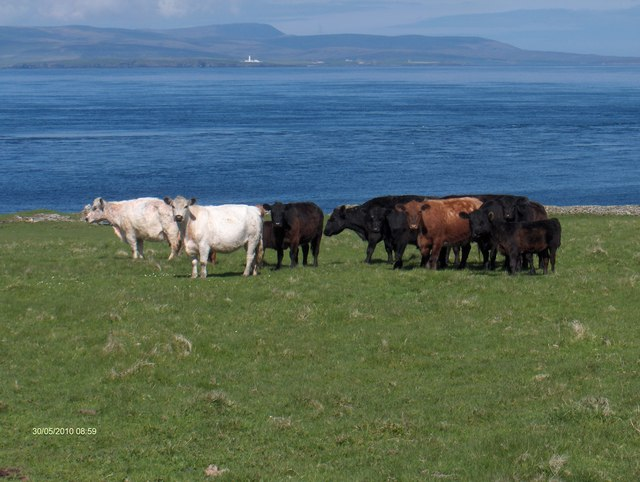
Le bétail en 2010.

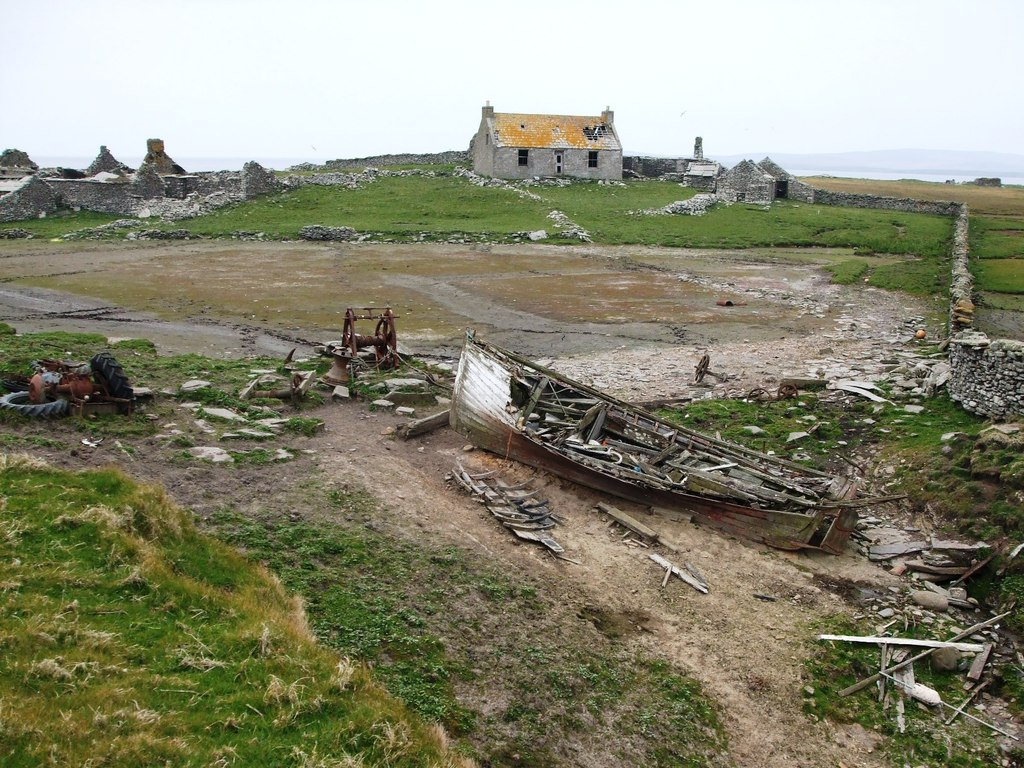
Une maison et une épave sur Swona en 2012.